# Аскана
Аскана (груз. ასკანა) — село в Грузии, на территории Озургетского муниципалитета края (мхаре) Гурия.

## География
Село находится в западной части Грузии, на левом берегу реки Гулепа (левый приток Супсы), на расстоянии приблизительно 10 километров (по прямой) к востоко-северо-востоку от города Озургети, административного центра муниципалитета. Абсолютная высота — 264 метра над уровнем моря.

## Население
По результатам официальной переписи населения 2014 года, в Аскане проживало 424 человека (210 мужчин и 214 женщин). В национальной структуре населения грузины составляли 100 %.
| Год  | Население, человек |
| ---- | ------------------ |
| 2002 | 687                |
| 2014 | ↘ 424              |